# 루리 (가수)
이루리(1996년 9월 5일 ~ )는 예명 루리(Luri)로 잘 알려진 대한민국의 가수이다. 개명 전 이름 이수현(李秀炫)으로도 활동한 바 있다.
2016년 《PRODUCE 101》에 참가하여 최종 13위로 탈락한 후, I.B.I의 구성원으로 활동했다.
2017년에 전민주 등과 함께 걸그룹 데이데이로 데뷔할 예정이였으나, 무산되었으며 2019년 11월 15일에 솔로로 데뷔했다.

## 학력
- 초지초등학교 (졸업)
- 초지중학교 (졸업)
- 경일관광경영고등학교 (졸업)

## 출연 작품

### 텔레비전 프로그램
| 연도 | 방송사            | 프로그램  | 역할 | 참고 |
| ---- | ----------------- | --------- | ---- | ---- |
| 2016 |                   |           |      |      |
| Mnet | PRODUCE 101       | 참가자    |      |      |
| Mnet | 음악의 신 2       | 특별 출연 |      |      |
| JTBC | 헬로 아이·비·아이 | 고정 출연 |      |      |

### 진행
| 방송사   | 제목                       | 기간                            | 역할    |
| -------- | -------------------------- | ------------------------------- | ------- |
| 투니버스 | 스트레스 제로구역 날려버려 | 2017년 1월 5일 ~2017년 5월 30일 | 고정 MC |

## 음반

### 싱글
- "몰래몰래" (2016, I.B.I)
- "쉿 (Blah Blah)" (2019, Feat. 브린(Bryn))